# Jharsuguda
Jharsuguda là một thành phố và khu đô thị của quận Jharsuguda thuộc bang Orissa, Ấn Độ.

## Địa lý
Jharsuguda có vị trí 21°51′B 84°02′Đ / 21,85°B 84,03°Đ Nó có độ cao trung bình là 218 mét (715 feet).

### Khí hậu
| Dữ liệu khí hậu của Jharsuguda                | Dữ liệu khí hậu của Jharsuguda | Dữ liệu khí hậu của Jharsuguda | Dữ liệu khí hậu của Jharsuguda | Dữ liệu khí hậu của Jharsuguda | Dữ liệu khí hậu của Jharsuguda | Dữ liệu khí hậu của Jharsuguda | Dữ liệu khí hậu của Jharsuguda | Dữ liệu khí hậu của Jharsuguda | Dữ liệu khí hậu của Jharsuguda | Dữ liệu khí hậu của Jharsuguda | Dữ liệu khí hậu của Jharsuguda | Dữ liệu khí hậu của Jharsuguda | Dữ liệu khí hậu của Jharsuguda |
| Tháng                                         | 1                              | 2                              | 3                              | 4                              | 5                              | 6                              | 7                              | 8                              | 9                              | 10                             | 11                             | 12                             | Năm                            |
| --------------------------------------------- | ------------------------------ | ------------------------------ | ------------------------------ | ------------------------------ | ------------------------------ | ------------------------------ | ------------------------------ | ------------------------------ | ------------------------------ | ------------------------------ | ------------------------------ | ------------------------------ | ------------------------------ |
| Cao kỉ lục °C (°F)                            | 35.0 (95.0)                    | 38.4 (101.1)                   | 42.7 (108.9)                   | 46.1 (115.0)                   | 49.4 (120.9)                   | 47.1 (116.8)                   | 41.7 (107.1)                   | 36.2 (97.2)                    | 37.1 (98.8)                    | 36.2 (97.2)                    | 35.6 (96.1)                    | 32.8 (91.0)                    | 49.4 (120.9)                   |
| Trung bình ngày tối đa °C (°F)                | 27.8 (82.0)                    | 30.8 (87.4)                    | 35.7 (96.3)                    | 40.1 (104.2)                   | 41.0 (105.8)                   | 36.8 (98.2)                    | 31.9 (89.4)                    | 31.2 (88.2)                    | 32.0 (89.6)                    | 32.2 (90.0)                    | 30.2 (86.4)                    | 27.8 (82.0)                    | 33.1 (91.6)                    |
| Tối thiểu trung bình ngày °C (°F)             | 12.6 (54.7)                    | 15.4 (59.7)                    | 19.7 (67.5)                    | 24.4 (75.9)                    | 26.9 (80.4)                    | 26.5 (79.7)                    | 25.0 (77.0)                    | 24.8 (76.6)                    | 24.4 (75.9)                    | 21.4 (70.5)                    | 16.5 (61.7)                    | 12.6 (54.7)                    | 20.9 (69.6)                    |
| Thấp kỉ lục °C (°F)                           | 5.6 (42.1)                     | 7.2 (45.0)                     | 11.1 (52.0)                    | 15.8 (60.4)                    | 18.7 (65.7)                    | 16.3 (61.3)                    | 17.4 (63.3)                    | 16.6 (61.9)                    | 16.7 (62.1)                    | 12.1 (53.8)                    | 8.4 (47.1)                     | 6.1 (43.0)                     | 5.6 (42.1)                     |
| Lượng mưa trung bình mm (inches)              | 19.0 (0.75)                    | 19.5 (0.77)                    | 14.6 (0.57)                    | 24.5 (0.96)                    | 37.9 (1.49)                    | 221.2 (8.71)                   | 421.7 (16.60)                  | 386.3 (15.21)                  | 233.3 (9.19)                   | 64.8 (2.55)                    | 15.7 (0.62)                    | 8.7 (0.34)                     | 1.467,2 (57.76)                |
| Số ngày mưa trung bình                        | 1.3                            | 1.3                            | 1.6                            | 2.2                            | 3.5                            | 9.8                            | 16.6                           | 17.0                           | 11.3                           | 3.7                            | 0.9                            | 0.6                            | 69.9                           |
| Độ ẩm tương đối trung bình (%) (at 17:30 IST) | 43                             | 34                             | 26                             | 23                             | 29                             | 54                             | 77                             | 81                             | 76                             | 64                             | 53                             | 47                             | 51                             |
| Nguồn: Cục Khí tượng Ấn Độ                    |                                |                                |                                |                                |                                |                                |                                |                                |                                |                                |                                |                                |                                |

## Nhân khẩu
Theo điều tra dân số năm 2001 của Ấn Độ, Jharsuguda có dân số 75.570 người. Phái nam chiếm 52% tổng số dân và phái nữ chiếm 48%. Jharsuguda có tỷ lệ 69% biết đọc biết viết, cao hơn tỷ lệ trung bình toàn quốc là 59,5%: tỷ lệ cho phái nam là 77%, và tỷ lệ cho phái nữ là 60%. Tại Jharsuguda, 12% dân số nhỏ hơn 6 tuổi.